# کالیکف ۱۷۷۴
سیارک ۱۷۷۴ (به انگلیسی: 1774 Kulikov، نامگذاری:1968UG1) هزار و هفتصد و هفتاد و چهارمین سیارک کشف شده‌است که در ۲۲ اکتبر ۱۹۶۸ کشف شد.
قدر مطلق سیارک برابر ۱۲٫۵۰ است.